# Fosdinovo

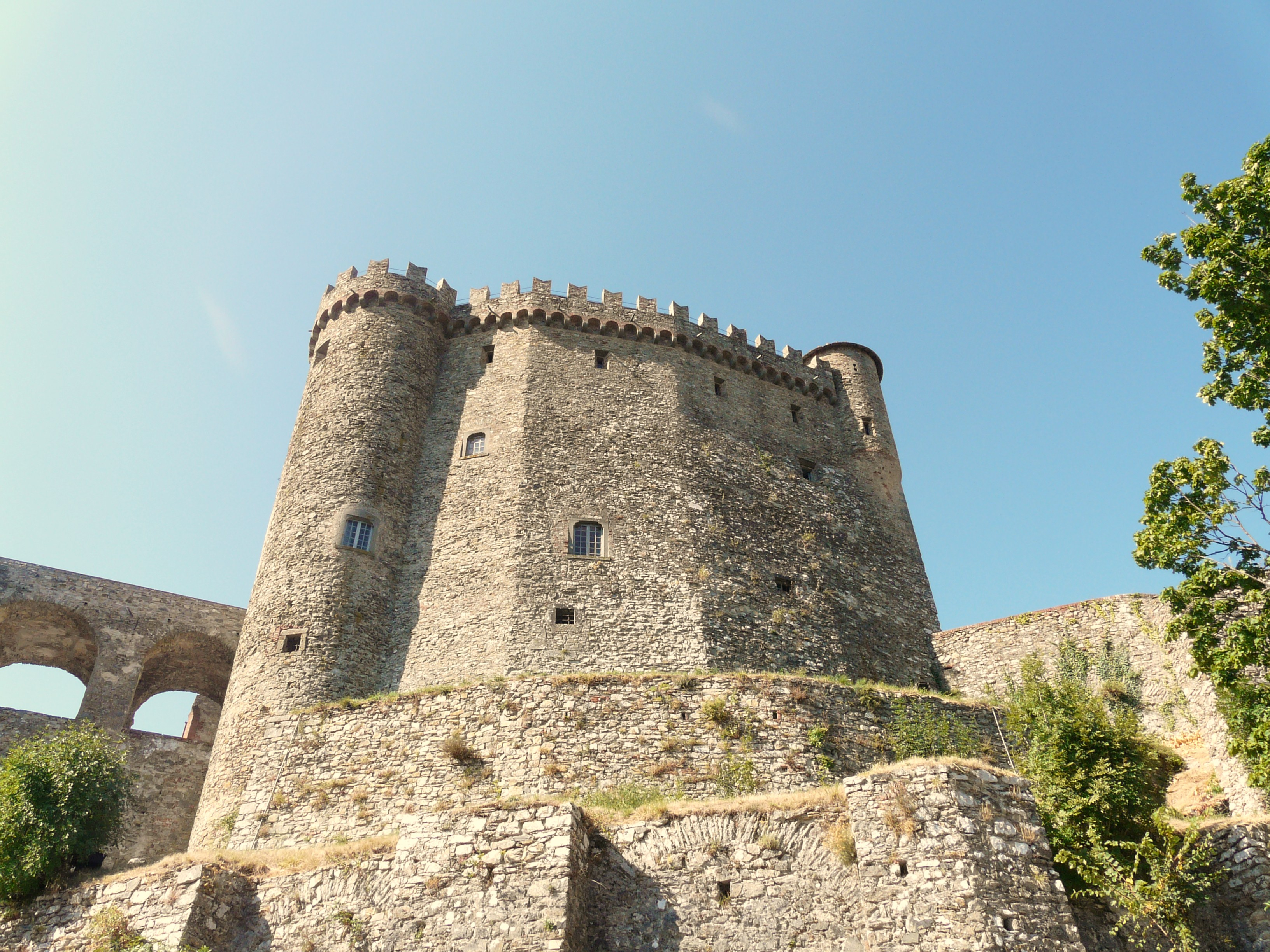
Castello di Fosdinovo

Fosdinovo (Fosdinòo nel dialetto della Lunigiana) è un comune italiano di 4 575 abitanti e di 48,71 km² della provincia di Massa-Carrara, parte della regione storica della Lunigiana e situata all'interno del bacino idrografico della Val di Magra.
Abitato fin dalla preistoria, ebbe la sua epoca d'oro tra il XIV ed il XVIII secolo, quando fu capitale di un marchesato indipendente e retto dal più importante ramo della famiglia Malaspina dello Spino Fiorito, i cui marchesi erano vicari imperiali in Italia. Ciò ha lasciato profonde tracce nell'architettura, nell'arte e nella cultura locale. Il centro, che passò quasi indenne attraverso le turbolenze degli ultimi secoli medievali e del Cinquecento toscano, visse periodi di benessere, arricchendosi talmente tanto che nel 1666 venne autorizzato dal Sacro Romano Impero a coniare monete proprie. Nell'area solo Massa e Tresana possedevano un privilegio simile.
Al termine dell'occupazione napoleonica della Toscana, nei primi anni dell'Ottocento, Fosdinovo venne strappata ai Malaspina e posta dal Congresso di Vienna (1814) sotto l'autorità del Ducato di Massa, e poco dopo sotto quella del Ducato di Modena, governato allora dagli Estensi. La famiglia di origine ferrarese fece subito del comune la capitale della Lunigiana ducale. Nel 1859 il comune entrò a far parte del Regno d'Italia. Sempre nelle campagne e nei piccoli centri del fosdinovese vi furono poi numerosi scontri tra partigiani ed Alleati da un lato e forze tedesche dall'altro che culminarono nei rastrellamenti di fine novembre 1944 e negli ultimi scontri e bombardamenti del 23 aprile 1945.
Il comune è stato insignito nel 2014 della Bandiera arancione dal Touring Club Italiano. Fosdinovo è l'ottavo comune più popoloso, il settimo più densamente popolato e l'undicesimo più grande della sua provincia.

## Geografia fisica
(Gabriele D'Annunzio, Prose scelte, Milano, Treves, 1906 (antologia))

### Territorio e confini
Il territorio comunale di Fosdinovo si estende per 48,71 km². L'altitudine del comune, sito nella zona altimetrica di collina interna, varia da un minimo di 20 m s.l.m. (che rappresenta anche l'altitudine minima della Lunigiana) ad un massimo di 951 m s.l.m., presentando quindi un'escursione altimetrica di 931 metri. Fosdinovo si trova in posizione centrale e dominante rispetto ad ogni versante e ad ogni direzione, solo leggermente più a sud del baricentro territoriale.
Confina, in senso orario, con i comuni di Aulla, Fivizzano e Carrara della provincia di Massa-Carrara e con i comuni di Luni, Castelnuovo Magra e Sarzana della provincia della Spezia, seppur il confine con il comune di Luni sia ridotto a sole poche decine di metri presso il forte sul monte Bastione.

### Geologia e morfologia
Sotto il punto di vista morfologico, il territorio di Fosdinovo è suddivisibile in tre settori:
- settore pianeggiante (dove l'altitudine oscilla tra i 20 ed i 30 metri sul livello del mare) comprensivo delle località Borghetto e Melara e insinuato all'interno della provincia della Spezia, con presenza di depositi alluvionali terrazzati dovuti alle varie azioni erosive e deposizionali del torrente Isolone.[11]
- settore collinare, che interessa la maggior parte del territorio, con presenza di coltri detritiche di alterazione poste su substrati di natura argilitico-calcarea e arenacea. Esposta sia verso la costa sia verso le vallate interne della Lunigiana, culmina nelle cime settentrionali del monte Carbolo (657 m) e del monte Nebbione (691 m) e, sul confine orientale con il comune di Carrara, del monte La Pizza (951 m). È in questa seconda parte che sono situate Fosdinovo (500 m s.l.m.) e la sua corona di borghi collinari.[11]
- settore montuoso, limitata al complesso montuoso delle Alpi Apuane site nel nord-ovest del territorio.[11]

### Idrografia
Tutti i corsi d'acqua presenti nel territorio comunale fanno parte del bacino idrografico del fiume Magra (Val di Magra). Quelli più rilevanti sono il torrente Isolone, che scorre nel sud-est del territorio, il torrente Calcandola, sul confine con Sarzana, ed il torrente Bardine, affluente di sinistra del torrente Aulella. Altri torrenti sono: il Costia (affluente del Bardine), il Fabiano (che nasce in località Lavandaro, per poi bagnare l'omonima località), il Larone (al confine col comune di Sarzana), il Pesciola (affluente del Bardine e situato nella valle fra Pulica e Marciaso) ed il Tortiglia ad oriente. Sono torrenti generalmente molto pescosi e principalmente ricchi di trote (in particolare, la trota fario). Vi sono infine anche alcuni canali come il Padula, a nord-ovest di Tendola, ed il Capriola, presso Ponzanello.

### Clima
A Fosdinovo vi è un clima caldo e temperato, nel versante meridionale mitigato dalla presenza del mare, con estati temperate e ventilate ed inverni miti con alcuni picchi di freddo. Le precipitazioni ricorrono più d'inverno che d'estate e solo in pochi giorni dell'anno possono esservene di nevose.
La temperatura media del comune di Fosdinovo è 12,1 °C e la piovosità media annuale di 904 mm d'acqua.
Il comune di Fosdinovo presenta 2687 GG e si trova quindi in zona climatica E. Gli impianti termici possono dunque essere accesi 14 ore al giorno, dal 15 ottobre al 15 aprile.
La diffusività atmosferica è media (Ibimet CNR 2002).

## Origini del nome
"Fosdinovo" è il nome del capoluogo dell'omonimo comune, ma nei primi secoli della sua storia esso veniva indicato con altre accezioni. In particolare, quando nel 1084 comparve per la prima volta in un documento scritto (un atto di donazione del 22 marzo 1084, conservato nell'Archivio Capitolare di Lucca), in quanto città natale del notaio, viene chiamato "Fosdenova" Nell'atto, Gerardo fu Gottito si impegnò ad offrire alla chiesa e all'ospedale di San Martino di Lucca i suoi beni, se fosse morto nel corso dell'anno successivo. Il documento fu redatto da un certo Paolo, notaio di Fosdenova.
Altro toponimo usato per tutto l'XI e il XII secolo nel codice Pelavicino, in alternanza con Fosdenova, fu "Faucenova", da "faux nova", foce nuova. Questo secondo toponimo sembra derivare dal fatto che Fosdinovo doveva rappresentare un nuovo passaggio, un nuovo passo, una nuova foce, che dal mare si apriva e continua ad aprirsi verso la Lunigiana interna e l'Appennino tosco-emiliano.
Un'altra accezione che fu usata per riferirsi al paese fu "Fosdenove".
Nel 1324, ne "La vita di Castruccio Castracani di Nicolò Pagnini", il paese viene citato con un toponimo in latino (forse per la prima volta): Fosdenovum, dalla forma "fosdeum" del verbo "fodio" (scavare), ossia dall'attuale "fosso". E proprio tale termine designa uno spazio rilevantissimo del paese, il Fosso, piazza da sempre centro di aggregazione e, dal XVIII secolo, anche area sportiva del paese.
Tramite tale termine il toponimo del paese passerà dal femminile al maschile, giungendo al più tardo "Fosdenovo" ed, infine, all'attuale Fosdinovo.

## Storia
Le tracce più antiche dell'uomo nel territorio di Fosdinovo non risalgono molto indietro nella preistoria: una statua stele dell'età del ferro (gruppo C, chiamata “Fosdinovo 1”) proviene propriamente dal territorio fosdinovese, precisamente nella campagna in Via Boccognano.
Con la fondazione di Luni (177 a.C.) e la definitiva affermazione dell'occupazione romana, il territorio di Fosdinovo presentava un utilizzo agricolo con piccole fattorie prospicienti la piana costiera.
Nulla sappiamo del destino di Fosdinovo durante l'epoca della crisi dell'Impero romano, del periodo goto e dell'epoca di Giustiniano.
Durante il Medioevo il castello e l'abitato sono già menzionati nel 1084. La nascita di Faucenova, antico nome di Fosdinovo, è certamente legata al controllo di un nuovo valico, un nuovo passo, una nuova "foce", tra la zona costiera e le valli interne della Lunigiana.
Agli albori del XIV secolo, i Signori di Fosdinovo, i De la Musca, risultano citati, secondo i maggiori studiosi, nel Preambolo dell'Atto della Pace di Castelnuovo (6 ottobre 1306), un trattato frutto del personale impegno diplomatico di Dante Alighieri. Al tempo il borgo non era ancora malaspiniano e può essere indicato come un protettorato del vescovo-conte di Luni. In forza di quella citazione si è scritto molto bene che "una presenza di Dante a Fosdinovo non soltanto è probabile, ma addirittura storicamente richiesta" (Galanti, 1985).
Il passaggio dai Domini ai Malaspina è graduale e fino al 1340 Spinetta Malaspina il Grande non sarà effettivamente Signore di Fosdinovo, anche se già nel 1308 aveva poteri giurisdizionali. Nel 1340 Spinetta acquistò tutti i diritti dei nobili fosdinovesi per il prezzo di 500 fiorini d'oro e diventò Signore incontrastato del feudo. I suoi successori reggeranno lo stato con il titolo di marchesi di Fosdinovo.
Nel 1797, il marchese Carlo Emanuele Malaspina di Fosdinovo, dopo le prime vittorie di Napoleone Bonaparte contro gli Austriaci, aderì favorevolmente all'abolizione dei feudi imperiali imposta dal corso con il decreto del 2 luglio 1797, rinunciando alla podestà sovrana sulle terre.
A seguito della Restaurazione Fosdinovo entrò prima all'interno del Ducato di Massa e Carrara, per poi andare a far parte, nel 1815, del dominio degli Estensi, ossia il Ducato di Modena e Reggio (1829). Dal 1816 al 1847 fu la capitale della Lunigiana estense, che verrà unita nel 1849 alla provincia modenese di Massa e Carrara, erede del precedente ducato anch'esso annesso a Modena, nel 1829. Seguirà così il destino dello stato modenese, entrando a far parte del Regno d'Italia nel 1859.
Il Decreto legislativo luogotenenziale 12 giugno 1919, n. 1137 sancì il distacco della frazione di Viano dal comune di Fosdinovo e la aggregazione al Comune di Fivizzano.
Per tutta l'estate del 1944 fino a metà settembre il Castello di Fosdinovo fu occupato dall'esercito tedesco. Il 23 aprile 1945 Fosdinovo fu infine liberata.

### Simboli
Lo stemma di Fosdinovo è privo di formale decreto di concessione e nello statuto viene descritto d'azzurro, con lupa d'argento rampante, con zampe anteriori appoggiate a un monte di verde, il tutto movente dalla campagna al naturale.
La lupa è rappresentata con la testa rivoltata nell'atto di ascendere un monte, il tutto al naturale.
La figura della lupa è presente anche nei più antichi sigilli del Comune. Secondo la tradizione, il primo nucleo abitato del comune fu una colonia romana e la lupa sta lì a ricordarlo e a suggellare il legame con Roma.
Il gonfalone è un drappo partito di azzurro e bianco con al centro lo stemma comunale.
Altri simboli, più concreti, sono il Castello Malaspina e il simbolo dei Malaspina dello Spino Fiorito. I colori ricorrenti sono l'argento, l'azzurro ed il verde.

### Onorificenze
Nel 2014 il comune è stato insignito della Bandiera arancione dal Touring Club Italiano.

### Ricorrenze
- 13 gennaio: Nascita in Cielo di San Remigio, Patrono di Fosdinovo
- 23 aprile: Festa della Liberazione di Fosdinovo
- 1º ottobre: Festa patronale di San Remigio
- 28-30 novembre: rastrellamenti nazi-fascisti a Fosdinovo e paesi limitrofi

## Monumenti e luoghi d'interesse

### Architetture religiose
- Chiesa di San Remigio. Eretta su ciò che rimaneva di una piccola chiesa costruita verso la metà del XIII secolo, ha un aspetto tardo-cinquecentesco, ed è sopraelevata dal livello stradale tramite una rampa di scale in marmo bianco di Carrara, fatta costruire nel 1684. Nel 1729 lo scultore Giovanni Baratta realizzò due nuovi altari nel Duomo di Fosdinovo, dove tra gli altri, in marmo, si aggiunge la statua di San Remigio (XIII secolo), il monumento funebre di Galeotto I Malaspina (1367), un bellissimo bassorilievo dello scultore Baratta (la Madonna del Suffragio), l'organo dei Serassi (XVIII secolo) e il fonte battesimale risalente alla prima metà del XVI secolo.
- Oratorio dei Bianchi o della Santissima Annunziata. Nel 1468 la confraternita francescana dei Disciplinati edificò in questo luogo un piccolo oratorio dove custodire la trecentesca statua lignea dell'Annunziata. Nel 1501 un incendio distrusse la chiesa, ma si salvò miracolosamente la preziosa statua lignea alla quale la avevano dedicata. Fu ricostruita tra il 1648 ed il 1653, con forma basilicale ad abside quadrata. Nel 1666 fu solennemente decorata da una facciata in marmo di Carrara fatta costruire da parte di Pasquale Malaspina e nel 1673 fu consacrata dal Vescovo di Luni Prospero Spinola. Nel 1982 la statua lignea dell'Annunziata venne restaurata dalle Belle Arti di Pisa e nel 2002 fu ultimato anche l'ultimo restauro dell'Oratorio.
- Oratorio dei Rossi o del Santissimo Sacramento. Costruito tra il 1581 ed il 1605, è così chiamato per il colore della cappa della confraternita che fa riferimento a questo tempio cristiano.[23] Presenta un altare maggiore in stile barocco con uno straordinario Volto Santo ed un notevole crocefisso ligneo del “Cristo agonizzante” risalente al XVII secolo. Anche il colore dell'intonaco esterno presenta una tonalità rossa.
- Monumento funebre di Galeotto I Malaspina, nella chiesa di San Remigio.
- Oratorio dell'Opera di Marciaso, nella frazione di (Marciaso).
- Oratorio di Santa Maria di Pulica, nella frazione di (Pulica).
- Chiesa parrocchiale di Sant'Antonio da Padova, nella frazione di Caniparola.

### Architetture civili
- Villa Malaspina. Costruita e trasformata nell'attuale forma nel 1724 a Caniparola dal marchese Gabriele III Malaspina, portando a termine il progetto di Carlo Francesco Agostino Malaspina. Presenta splendidi affreschi su volte e pareti ed uno dei giardini all'italiana più belli della Lunigiana. Il salone principale fu affrescato dal piacentino Antonio Contestabile. È una residenza privata.
- Teatro Malaspina. Di fronte all'ingresso del castello, all'inizio di Via Papiriana, in un edificio risalente al XIII - XIV secolo, una lapide sull'architrave della porta testimonia l'esistenza di un antico teatro, restaurato ed ampliato nel 1770 da Carlo Emanuele Malaspina, con palchetti in legno intarsiato. La lapide infatti recita, in latino: "Theatrum hoc, Carolus Emanuele Malaspina (a cui segue il marchio dei Malaspina) Fosdenovi - Restauravit et ornavit - A.D. MDCCLXX".[24] Grazie alla corrispondenza conservata all'archivio di Massa tra il marchese e l'amico Giovanni Fantoni, accademico dell'Arcadia con il nome di Labindo, poeta lunigianese, conosciamo le ristrutturazioni apportate alla struttura del teatro in stile barocchetto genovese. Negli anni successivi il teatro rimase attivo in due stagioni annuali, a Carnevale e durante l'estate. Con l'arrivo di Napoleone nel 1797 e l'abolizione dei feudi, il teatro cessò la sua attività e venne trasformato in civile abitazione.[24] Riaperto nel 1831, dopo che Fosdinovo fu promossa a capoluogo della Provincia estense di Lunigiana, decadde con Francesco V e l'annessione alla provincia modenese di Massa, col trasferimento del capoluogo in questa città.[24]
- Antica Zecca Marchionale dei Malaspina. In quella che è l'abitazione sita al nº 19 di via Papiriana, tra il 1668 ed il 1680, venivano coniate le monete (luigini e testoni d'oro, d'argento e di leghe minori) del feudo di Fosdinovo. In quegli anni Pasquale Malaspina ottenne tale diritto a conferma dell'importanza del paese, essendoci solo tre zecche in tutta la Lunigiana. Il conio per le monete si trova nella Sala delle Armi del Castello; nella Sala del Trono sono presenti alcune monete (luigini) battute dalla zecca; la zecca vera e propria si trova nella Torre Malaspiniana, luogo adibito ad Ufficio turistico (dopo il restauro ultimato nel 2001). L'edificio ha alcuni finimenti di pregio, come il portone e le finestre incorniciate da blocchi di marmo bianco di Carrara. Nell'Ottocento venne adibita a stallaggio pubblico ("stalòn" in dialetto fosdinovese).
- Torre Malaspina o Torre Malaspiniana, presso il Castello Malaspina, Piazza Sauxillanges e la Porta di Sopra. Bombardata dagli americani durante l'ultima fase della seconda guerra mondiale, il 23 aprile 1945, fu ricostruita e ristrutturata nel corso degli anni Novanta per essere ultimata nel 2001. Da allora fu adibita a Ufficio turistico e a sala riunioni (sia per le assemblee comunali che per quelle organizzate da cittadini privati).
- Porta di Sopra (o Porta Fiorentina) presso la Torre Malaspiniana, il Castello Malaspina e Piazza Sauxillanges.
- Porta di Sotto (o Porta Genovese), presso il Palancà (fatta saltare in aria dai tedeschi durante l'ultima fase della seconda guerra mondiale, il 23 aprile 1945).
- Il Fosso. Costruito nel 1789 da Carlo Emanuele Malaspina come luogo per giocarvi al pallone fiorentino. Ciò viene testimoniato dalla lapide con iscrizione in latino che è riportata nella tradizione tradotta del Piccioli: "Questo luogo scosceso e diseguale/ fu ridotto ora in circo/ per i giochi ginnastici/ ed il muro valido ed alto/ contiene il pallone gonfiato/ battuto da dentato bracciale/ dei giocatori/ dei popoli dell'uno e dell'altro feudo/ rimossa la pigrizia di alcuni/ dimesso l'erario/ questa incisa iscrizione dichiara/ al pubblico diletto/ dominando il vigilantissimo/ marchese Carlo II/ A.D. MDCCLXXXIX" (con "Carlo II" ci si riferisce indubbiamente a Carlo Emanuele Malaspina, il secondo Carlo, tra i Marchesi di Fosdinovo, dopo Carlo Francesco Agostino Malaspina). Il Fosso fu poi trasformato in pista da pattinaggio a rotelle, per poi essere usato prima come piazza del mercato e successivamente come luogo preposto ad accogliere feste paesane, sagre, eventi all'aperto, etc. Il muro che lo perimetra (le mura meridionali del paese) crollò nel 1920 (a causa del terremoto che distrusse parte della vicina Fivizzano) e fu ricostruito nel biennio 1928-29.
- Villetta da caccia Malaspina, in località Il Posticcio. A mezza corsa tra Fosdinovo e Caniparola e quindi tra il Castello Malaspina e la Villa Malaspina.
- Palazzetto Armanini. Sito tra il palazzo comunale e la canonica della chiesa di San Remigio rappresenta un raro esempio di stratificazione di vari elementi risalenti a diverse epoche. Probabilmente sorta sulle antiche mura sudoccidentali del primitivo borgo medievale riporta datazioni cinquecentesche sulla facciata e cela tracce medievali nei seminterrati e nell’andamento semicircolare delle murature originarie.

### Architetture militari

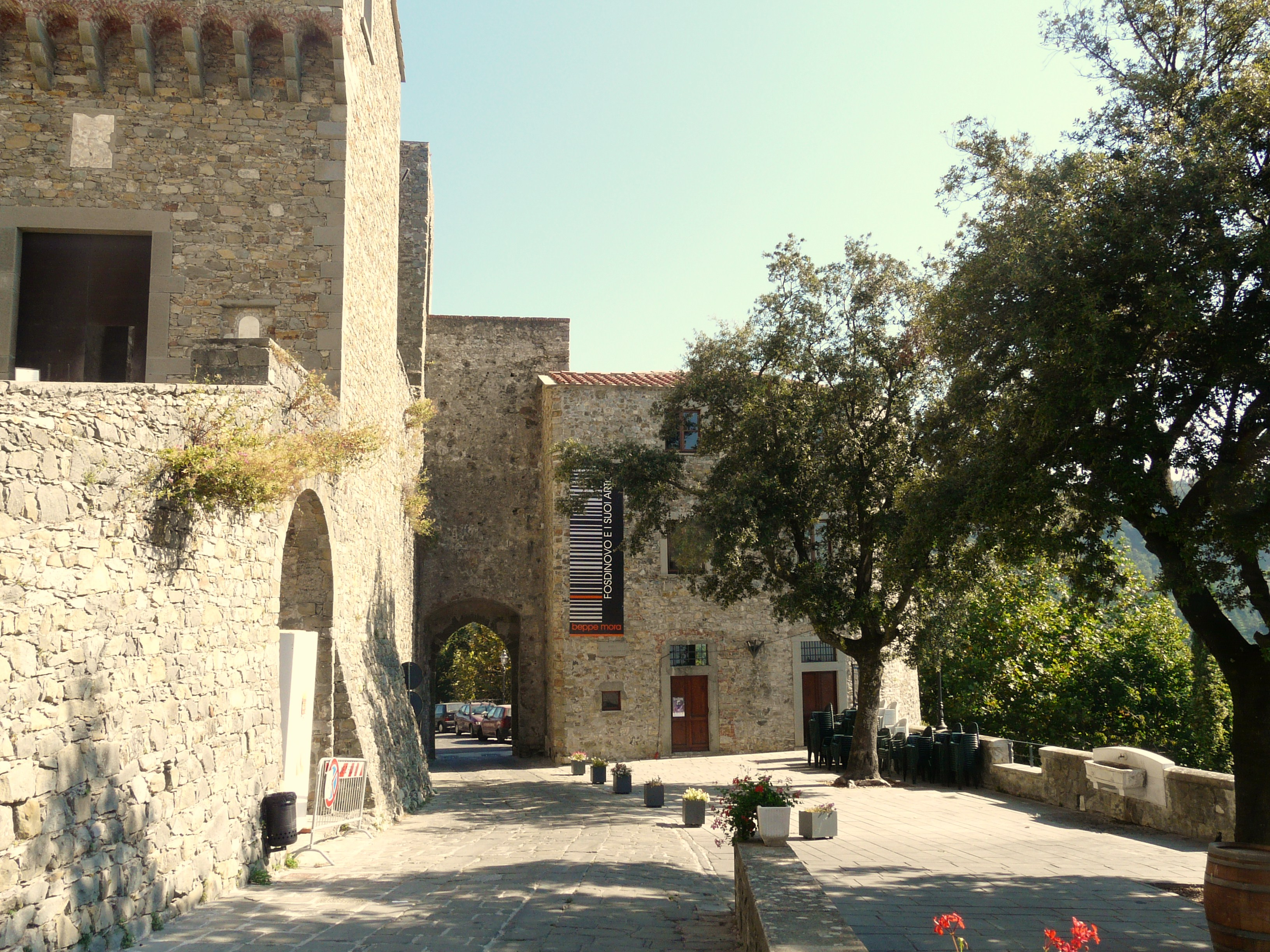
Piazza Sauxillanges

- Il Castello Malaspina, eretto attorno al 1340 da Spinetta Malaspina il Grande, ampliando un primo nucleo già esistente da prima del XIII secolo, è il simbolo del paese. L'alto camminamento fra i merli ghibellini permette di ammirare un ampio panorama: lo sguardo si perde fra le Alpi Apuane da un lato e il mare dall'altro. Ha base quadrangolare con cortile centrale. Sopra la porta d'ingresso vi è un bassorilievo in marmo con gli emblemi dei Malaspina e Della Scala. Eccetto un Ecce Homo nella cosiddetta Cameretta di Dante, tutti gli affreschi del Castello furono eseguiti da Gaetano Bianchi nel 1882 in stile giottiano.
- Castello di Ponzanello. La sua presenza è documentata fin dal 1185 tramite un documento scritto da Federico Barbarossa (per altre fonti, fin dal 963). Rimangono imponenti resti e ruderi delle strutture (altamente invasi dalla vegetazione e quasi confondibili col colle stesso su cui sorge) con circuiti murari e mastio centrale con torri circolari e rivellino sulla sommità del paese. La proprietà è privata, ma visitabile.
- Forte Bastione è una fortezza militare ottocentesca (1885-1889) costruita sul Monte Bastione, nel comune di Fosdinovo, al confine col comune di Castelnuovo Magra e Luni.Borgo di Fosdinovo

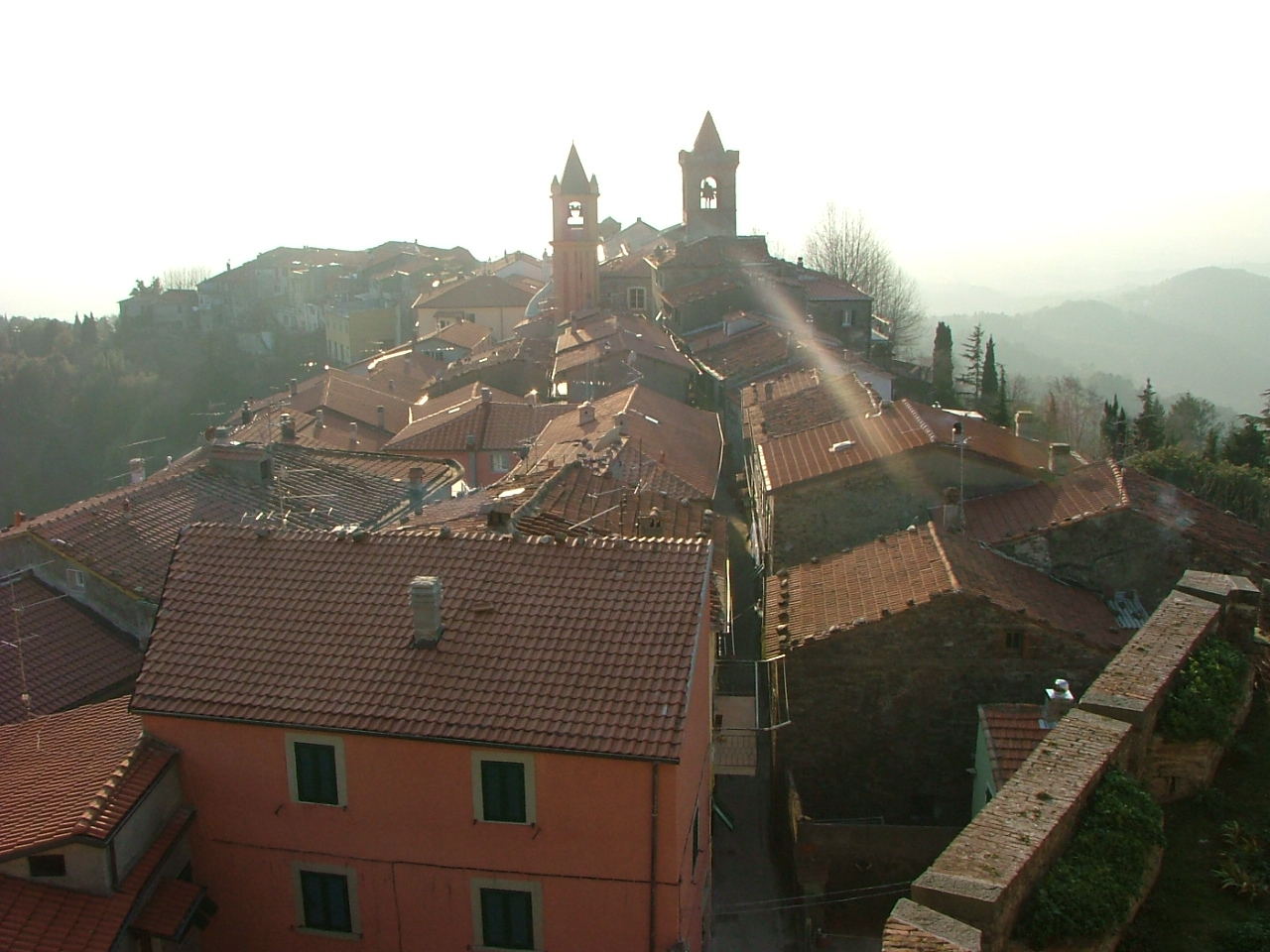
Borgo di Fosdinovo

### Piazze
- Palancà. Luogo prossimo alla Porta di Sotto, ove sorgeva una fortificazione composta da pali fissi in terra e successivamente da assi (nel dialetto fosdinovese, "planca" / "palanca" significa "tavola"). Da qui si può salire e penetrare nel borgo tramite Via Mazzini o Via Gramsci.
- Piazza Matteotti. Costruita nel 1829-31 come nuova piazza del mercato. Un lato di essa è porticato e ivi affaccia la Biblioteca civica, gli altri due sono chiusi e il quarto è aperto alla strada. È nei pressi della chiesa di San Remigio e della sede comunale e per questa seconda ragione è spesso annoverata come Piazza del Comune. Negli anni 2000 è stata soggetta ad una grande ristrutturazione che ha visto mutare la pavimentazione ed eliminato provvisoriamente la marmorea fontana monumentale. Nell'estate 2016 la fontana, restaurata, ha ritrovato posto nella piazza, in una posizione leggermente arretrata rispetto al passato.
- Piazza Garibaldi con Monumento ai Caduti della Prima guerra mondiale. Si trova nel crocevia tra Via Roma e Via Mazzini, prossima ad uno splendido punto panoramico, che dà su tutta la Val di Magra. Nel Monumento ai Caduti sono ricordati i morti in guerra originari non solo del Comune di Fosdinovo, ma anche delle frazioni di Cortila e Gragnola, all'epoca frazioni di Fosdinovo ed ora dipendenti da Fivizzano. Presso essa vi è uno dei tre punti panoramici del Comune attrezzati con binocolo, il cui uso è gratuito.
- Piazza Sauxillanges, già Piazza Dante. Dedicata al paese francese gemellato con Fosdinovo, in essa trova luogo una fontana in posizione perimetrale, oltre che la Torre Malaspiniana (adibita a Ufficio turistico e a spazio per le riunioni comunali e non). Nei suoi pressi vi è l'accesso al Castello e la Porta di Sopra. Da essa o dai suoi pressi partono Via Castiglione, Via Papiriana e Via Rocca. Il vecchio nome commemora il legame tra l'illustre Poeta e il Castello di Fosdinovo.
- Camposanto Vecchio. Cimitero del paese fino al 1838, ora è una piazza sita dietro il Duomo e un vero punto panoramico. Da essa si dilunga Via Costa Fredda (nome che evidenzia la posizione settentrionale della stessa). Nel lato opposto a quello che ospita la chiesa di San Remigio vi è quella che viene indicata dai fosdinovesi come "Ca' di Daniè" (Casa di Daniele, in dialetto locale), edificio collegato alla canonica che un tempo era usato come canniccio.
- Piazza Cairoli. Piazza oggi adibita a parcheggio, che funge da collegamento tra Via Gramsci e Via Mazzini, prossima alla scalinata che porta al Fosso e ad una struttura in pietra voltata. Un tempo ospitava al suo centro una pregevole fontana monumentale.

### Parchi pubblici
- Parco della Torretta. Parco giochi per bambini, area verde e centro di aggregazione, fornito di campo da tennis e di area pic-nic. Nella zona terminale sono presenti una piccola, bassa e antica torre di vedetta bassomedievale (utilizzata poi per l'allevamento del colombi), da cui deriva il nome del parco, ed un oratorio fondato nel 1612 dal "dottore di legge" P. Antonio Moneta e dedicato alla Beata Vergine ed ai Santi Antonio e Giacomo (oggi sconsacrato e inagibile a causa di un recente terremoto).[25]

## Società

### Evoluzione demografica
Abitanti censiti

### Dati statistici socio-economici

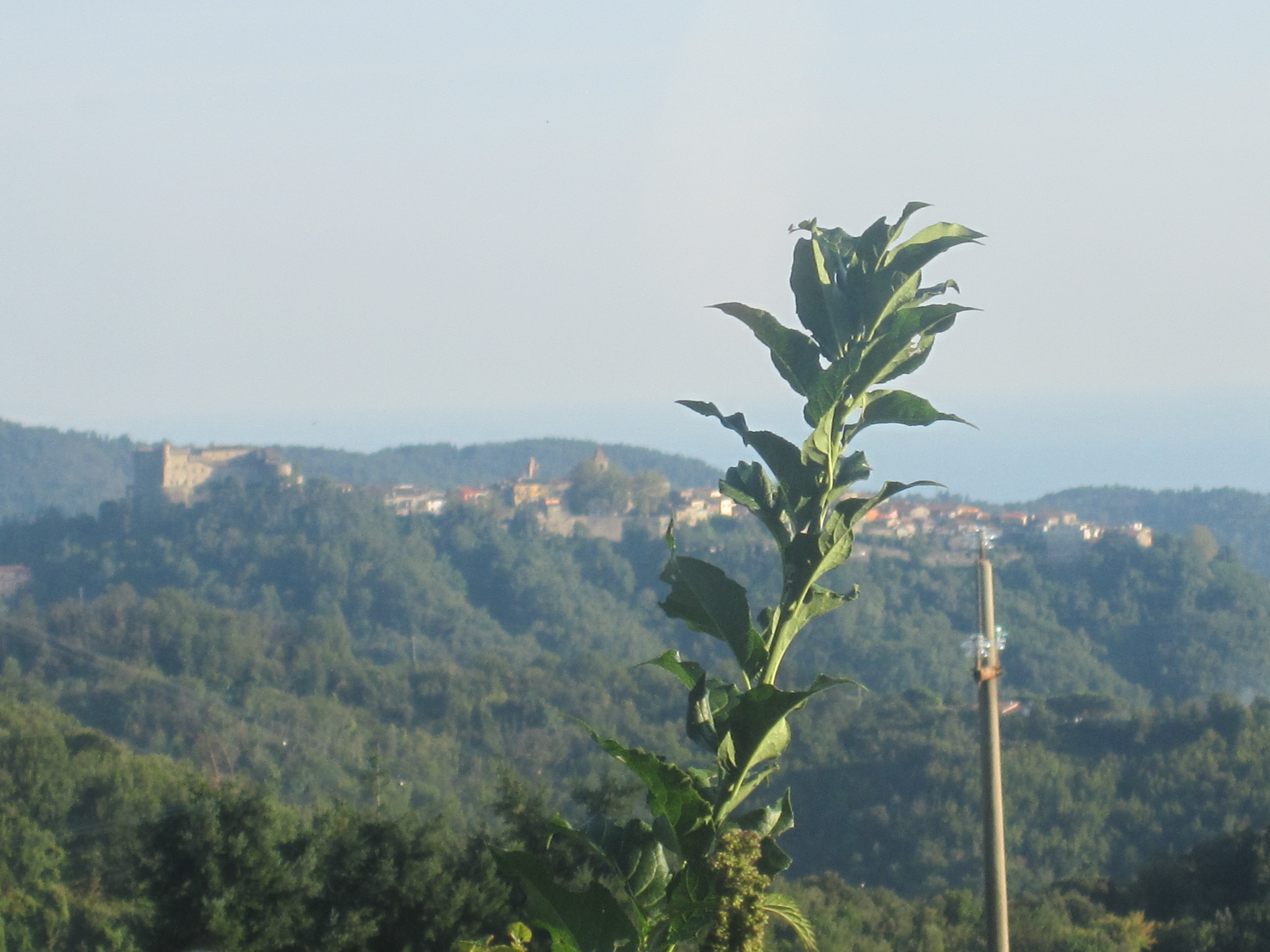
Fosdinovo visto dalla strada che porta a Ponzanello.

#### Demografia e distribuzione della popolazione
- Nel decennio 1991-2001 Fosdinovo crebbe a livello demografico del 10,9%, primato nella Lunigiana. Il valore è molto significativo, soprattutto tenendo conto che nello stesso periodo la Lunigiana invece decrebbe del 2,4%, la Provincia del 1,3% e la Toscana dello 0,9%. Si pensi anche che nello stesso decennio Zeri, Fivizzano e Bagnone (comuni lunigianesi) persero popolazione con un tasso superiore alle due cifre.[27]
- A inizio millennio, la popolazione era distribuita in tal modo: il 70% viveva nei centri abitati, il 10% nei nuclei abitati ed il 20% in case sparse. Questi dati mostrano che, rispetto al resto della Lunigiana e, ancor di più, rispetto al resto della Provincia e della Regione, non sono pochi gli abitanti di Fosdinovo che prediligono ancora la scelta di vivere in case immerse nella natura o comunque staccate dai centri insediativi (per dare un'idea, nella Lunigiana di inizio millennio il 77% degli abitanti viveva nei centri, in Provincia il 92% ed in Regione l'89%).[28]
- Nel 2005 a Fosdinovo c'erano 2 159 famiglie con una media di 2,2 membri a famiglia, in perfetta media lunigianese e provinciale, e nessuna convivenza (come a Filattiera, Tresana e Zeri).[29] Nel 2012 sono salite a 2328, con una media di 2,0 membri a famiglia.
- Nel 2012 il tasso di natalità era del 9,2%, in linea nazionale (nel 2002 era del 6,8%, con una crescita del 2,4% in un decennio).
- Nel 2012 il tasso di mortalità era dell'11,0%, poco sopra il dato nazionale (10%). Nel 2002 era dell'11,3%, quindi è rimasto sostanzialmente stabile.
- Nel 2012 la crescita naturale era del -1,8%, cresciuta di 2,7 punti percentuali rispetto al -4,5% del 2002.
- Nel 2012 il migratorio totale era del 2,8% (nel 2002 era del 26,9%, dunque in fortissimo calo).
- Nel 2012 la crescita totale era dell'1% (nel 2002 era del 22,4%, dunque in fortissimo calo).
- Nel 2012 i maschi rappresentavano il 48,1% della popolazione, mentre le donne il 51,9% (nell'ultimo decennio, la componente femminile ha sempre prevalso su quella maschile e, in generale, tale trend si sta evidenziando ulteriormente, considerando che nel 2001 le donne rappresentavano il 51,4% della popolazione). Nel 2016 si è assistito ad un'inversione di rotta, con i maschi saliti al 48,9%.[30]

#### Fasce d'età ed età media della popolazione
- La fascia d'età più presente nella Fosdinovo di inizio millennio era quella compresa tra i 40 ed i 44 anni d'età, che rappresentava il 9% della popolazione totale.[31] Nel 2016 la fascia più presente è invece quella compresa tra i 50 e i 54 anni (9,3% della popolazione comunale).[30]
- Nel 2007 il comune di Fosdinovo risultava essere il secondo più giovane della Lunigiana, dopo il solo comune di Podenzana. L'età media era infatti di 45,3 anni, contro una media di 48,1 e punte di 55,7 (Zeri). Il dato è ancor più rilevante se si pensa che fino al 2001 Fosdinovo era il quarto (era superato da Aulla e da Licciana Nardi, oltre che da Podenzana), che in 6 anni l'età media lunigianese è aumentata di 0,7 anni e che nello stesso periodo a Fosdinovo è aumentata solo di 0,1 anni. L'età media era inferiore anche al dato provinciale, che risultava essere di 45,6.[32] L'età media si è poi alzata negli anni successivi fino a portarsi a 45,9 anni nel 2012, e a 47,3 nel 2016.[30]
- Nel 2012 vi erano il 13,4% di giovani sotto i 14 anni, il 61,6% di adulti tra i 15 e i 64 anni e il 25,1% di anziani sopra i 65 anni. Nel 2007 i valori erano i seguenti: 11,8%, 64,7% e 23,4%. Sono pertanto aumentati sia i giovani che gli anziani, facendo diminuire la quota degli adulti. Nel 2016 si è invece assistito ad un'erosione delle percentuali riferite sia ai giovani che agli adulti, a vantaggio degli anziani, con il 12,6 % di giovani, il 60,3% di adulti e il 27,1% di anziani.[30]
- Nel 2016 l'indice di vecchiaia è del 213,9%, nel 2012 era del 187,2%, nel 2007 del 197,7% (in aumento).[30]

#### Stato sociale
- Nel 2005, il numero di celibi o nubili era leggermente maggiore del dato riferito alla Provincia e abbastanza maggiore di quello riferito alla Lunigiana, il numero dei coniugati era maggiore di entrambi i dati; c'erano anche più divorziati, ma c'erano molti meno vedovi (rispetto al resto della Provincia e ancor più rispetto al resto della Lunigiana).[33]
- Nel 2012, i celibi o nubili erano 1 897, contro i 1 729 del 2007 (in grande aumento); i coniugati erano 2 519, contro i 2 558 del 2007 (in discesa); i divorziati erano 149, contro i 130 del 2007 (in aumento); i vedovi erano 412, contro i 388 del 2007 (in aumento). È interessante notare che se non ci sono rilevanti variazioni tra maschi e femmine nelle quote dei coniugati e dei divorziati, si evidenziano grandi differenze in quelle dei celibi/nubili (il 43,1% degli uomini è celibe, contro il 33,4% delle donne nubili) e in quelle dei vedovi (gli uomini vedovi rappresentano solo il 2,5% degli uomini; le donne vedove il 13,7%).

#### Etnie e minoranze straniere
- Rispetto ai dati riferiti alla Lunigiana e alla Provincia, ci sono meno stranieri a Fosdinovo: nel 2006, il 3,3% della popolazione contro una media lunigianese e provinciale del 4%. Rispetto ad un comune simile per popolazione come Villafranca in Lunigiana, ne aveva meno della metà (visto che in questo comune l'incidenza era del 7,2%).
- Nel 2016 gli stranieri erano 254 (109 maschi e 145 femmine), rappresentando il 5,3% della popolazione residente. Il dato è molto simile a quello del 2012, quando erano 249, contro i 154 del 2006 (il 5% della popolazione, contro il 3,3%). Se nel 2005 i maschi erano il 46,1% degli stranieri, nel 2012 sono diminuiti fino a risultare solo il 40,6% degli stessi, mettendo in risalto che 6 stranieri su 10, a Fosdinovo, erano donne.[30]
- Marocchini e albanesi: queste erano nel 2006 le prime due minoranze etniche presenti nel territorio fosdinovese. Seguivano britannici, rumeni e cinesi.[34] Nell'arco dei 6 anni successivi sono cambiati notevolmente i pesi delle varie minoranze etniche e nel 2012 era questo il nuovo quadro che ne risultava: i rumeni erano diventati la prima minoranza etnica, tanto che uno straniero su 3 era rumeno; seguivano i marocchini, sempre in crescita, e gli albanesi, all'opposto in forte calo; britannici, spagnoli e tedeschi rappresentavano infine le ultime tre etnie che avessero ancora un numero di residenti a doppia cifra, tutte in forte crescita. Al 2016 la situazione è la seguente: rumeni sempre primi al 40,16%, marocchini sempre secondi al 16,9%, albanesi sempre terzi al 5,5%, britannici sempre quarti al 4,3%, spagnoli sempre quinti al 3,5%, ucraini sesti (al posto dei tedeschi) al 3,1%, tedeschi settimi al 2,4%.[30]
- Tre quarti degli stranieri, del 2012, era di origine europea, in forte crescita. Il restante quarto era occupato soprattutto da stranieri di origine africana, anche se quelli di origine asiatica erano in forte ascesa (a livello percentuale, la maggiore). In enorme calo, invece, gli immigrati di origine americana. Al 2016, invece, gli stranieri europei rappresentano i due terzi del totale, quasi un quarto è sempre rappresentato dagli africani, un 6% abbondante dagli asiatici (soprattutto filippini, cinesi e abitanti dello Sri Lanka) e un 4% abbondante dagli americani (soprattutto peruviani).[30]

#### Istruzione
- A inizio millennio il numero di laureati e diplomati era nella media provinciale (rispetto a quella regionale, invece, c'erano un po' più diplomati e un po' meno laureati), superiore alla media lunigianese (i laureati rappresentavano il 6,7% della popolazione, contro una media lunigianese del 5%). C'erano anche meno analfabeti che nel resto della Provincia e della Regione (lo 0,6 % contro lo 0,7% e lo 0,8%).[35]
- Fosdinovo presenta un tasso di capitale umano (laureati+diplomati) superiore alla media lunigianese e alla media provinciale, in linea con quella regionale.[35]

### Lingue e dialetti
A Fosdinovo, la lingua parlata fino a metà del secolo scorso era il fosdinovese, dialetto facente parte del gruppo dei dialetti lunigianesi. Attualmente, il suo uso si è di molto ristretto e viene adoperato per lo più dagli anziani e in alcune rappresentazioni teatrali.

### Religione

#### Patrono
Il patrono di Fosdinovo è da tempo immemore San Remigio, vescovo di Reims che convertì Clodoveo I, re dei Franchi, creando i presupposti per l'evangelizzazione in Francia e in tutta l'Europa occidentale. Il suo culto venne portato nel monastero di San Abbondio a Berceto dal vescovo francese San Moderanno, che vi si ritirò e lì morì santamente. Da Berceto il culto di San Remigio passò a Fosdinovo, ove sono presenti le reliquie del Santo portate ivi il 1º ottobre del 1701 da Lucca (da allora, festa patronale del paese), che da allora divenne il giorno della festa patronale del Santo. Tale evento portò in seguito, in tutta Italia, a chiamare "remigini" i bambini che iniziavano la prima elementare per la prima volta, poiché fino al 1977 la scuola elementare cominciava proprio il 1º ottobre. Per sua intercessione, fu ottenuta la liberazione dalla peste nel 1739, e molte grazie personali in ogni tempo. La bella statua marmorea di San Remigio, che troneggia dietro l'altare maggiore della chiesa parrocchiale che prende il suo nome, risale al secolo XIII.

#### Storia parrocchiale di Fosdinovo
Al tempo in cui la diocesi di Luni si estendeva fino alla Lunigiana e quindi anche fino a Fosdinovo, esso rappresentava, nel XIV secolo, una delle 10 quarterie in cui era divisa la Diocesi, col nome di Quarterium di Aquila e Fosdinovo, e comprendeva la pieve di Codiponte, quella di Viano e quella di Soliera, oltre a due cappelle a Pallerone e a San Terenzo Bardine: in pratica tutto il territorio dei feudi malaspiniani di Gragnola e Fosdinovo, escluso però proprio il centro di quest'ultimo perché la sua cappella, dipendendo dal capitolo della cattedrale, probabilmente ricadeva nel decimo quarterium, quello del Capitolo di Sarzana, che, oltre al centro di Fosdinovo, comprendeva i territori della Cattedrale di Luni e delle due pievi di Sarzana.
Nel XVI secolo la diocesi venne divisa in Vicariati foranei e Fosdinovo fu a capo di uno dei 22. Il vicariato foraneo di Fosdinovo comprendeva l'alta valle del torrente Bardine e parte di quella del Lucido, ed era precedentemente diviso tra le pievi di Sarzana, di Viano e di Codiponte. Politicamente era frammentato tra il Granducato di Toscana, il Marchesato di Cortila e Gragnola (dal 1644 sotto il Marchesato di Fosdinovo e dal 1982 sotto il Comune di Fivizzano), quello di Viano e quello di Fosdinovo, tutti e tre retti dai Malaspina dello Spino Fiorito. Il Vicariato Foraneo era diviso in una prepositura (quella di Fosdinovo) e da 14 Rettorie che dipendevano da essa (Rettoria di Carignano, di Cecina, di Colla, di Cortila, di Giucano, di Marciaso, di Monzone, di Ponzanello, di Posterla, di Pulica, di San Terenzo Monti, di Tendola, di Tenerano e di Viano). Tra il XVII e il XVIII secolo, il vicariato foraneo di Fosdinovo contava 15 chiese parrocchiali, 52 oratori e 5 ospedali.
Nel 1697, sotto il marchesato di Carlo Francesco Agostino Malaspina, la parrocchia di Fosdinovo venne insignita del titolo di "perinsigne Prepositura", titolo che mantiene tuttora.
Fosdinovo è sede della parrocchia di San Remigio nella Diocesi di Massa Carrara-Pontremoli, sede del proposto che regge anche le parrocchie della Natività della Santissima Maria di Carignano, di San Martino Vescovo di Ponzanello, di San Giovanni Battista di Pulica (da maggio 2014), di Sant'Antonio da Padova di Caniparola, dei Santi Fabiano e Sebastiano di Giucano, di San Bartolomeo Apostolo di Marciaso, di San Bartolomeo Apostolo di Posterla, e di Santa Caterina Martire di Tendola (da settembre 2015). Tutte queste parrocchie, con l'eccezione di quella di Sant'Antonio da Padova di Caniparola, formano l'unità pastorale di Fosdinovo. Caprognano, Gignago e Paghezzana, che non sono sedi parrocchiali, appartengono alla parrocchia di San Remigio di Fosdinovo, mentre Canepari appartiene alla parrocchia di San Martino Vescovo di Ponzanello.
Dal settembre 2015 l'unità pastorale di Fosdinovo, comprensiva per la prima volta di tutte le parrocchie appartenenti al comune di Fosdinovo (con l'esclusione di Caniparola, con sede a sé stante) e appartenente, dal marzo 2017, al vicariato di Carrara (prima si trovava in quello di Aulla), è guidata da un unico prevosto, con sede nella parrocchia di San Remigio di Fosdinovo. I parrocchiani sono 1166.

#### Confraternite
Attualmente ci sono due confraternite operanti a Fosdinovo, la Confraternita dei Bianchi e la Confraternita dei Rossi. Fino alla fine del XIX secolo, però, ogni singola frazione del Comune ne aveva almeno due e nel capoluogo, oltre alle due già citate, vi erano anche quelle della Buona Morte, del Santissimo Rosario e di San Isidoro. Le due confraternite ancora esistenti hanno entrambe come punto di riferimento un Oratorio ciascuno all'interno del borgo, dedicati alla Santissima Annunziata (Bianchi) e al Santissimo Sacramento (Rossi).
La Confraternita dei Bianchi (dal colore dei rocchetti indossati dai confratelli) risale al 1468, quando venne fondata dal francescano Giovanni da Milano come Confraternita dei Disciplinati o dei Battuti, in concomitanza della fondazione dell'Oratorio dei Bianchi, nato per ospitare la trecentesca statua lignea rappresentante la Madonna. Tale edificio fu poi distrutto da un incendio nel 1501, ma fu poi ricostruito tra il 1648 ed il 1653 sotto il marchesato di Giacomo (Jacopo) II Malaspina di Fosdinovo e abbellito da una pregevolissima facciata in marmo bianco di Carrara da suo figlio Pasquale Malaspina di Fosdinovo, nel 1666.
La Confraternita dei Rossi (dal colore delle cappe indossate dai confratelli), di più recente costituzione, risale comunque almeno al 1570, poiché riporta questa data il libro più antico della compagnia, oggi custodito nell'Archivio Parrocchiale di Fosdinovo. Nel 1581, sotto il priore Giuseppe Jappelli, iniziò la costruzione dell'Oratorio dei Rossi, in un orto attiguo alla chiesa di San Remigio, al fine di creare un luogo di ritrovo per la confraternita. Per un periodo la fabbrica fu tralasciata ed i lavori ripresero dal 1600, prima sotto il priore Nicola Mascardi di Sarzana (abitante di Fosdinovo), poi sotto quello di Giacomo Foschi. Nel 1602 venne realizzato l'arco divisorio del coro dal corpo dell'Oratorio, mentre la conclusione dei lavori avvenne il 10 settembre 1605.

### Tradizioni e folclore
Essendo un territorio un tempo attraversato dalla Linea Gotica, a Fosdinovo sono molto sentite le feste e le commemorazioni relative alla Liberazione dalle truppe nazi-fasciste, soprattutto la Festa della Liberazione (25 aprile), che rappresenta l'evento che durante l'anno convoglia il maggior numero di persone all'interno del borgo medievale. Le altre manifestazioni tradizionali e folcloristiche del paese sono il Festival Medievale, in cui per due giorni il borgo viene addobbato in stile basso-medievale, e le rappresentazioni del Teatrino Gira Girò, in dialetto fosdinovese e ambientate nel secolo scorso.

### Istituzioni, enti e associazioni
Fosdinovo è membro dell'Associazione Europea delle Vie Francigene, dell'Istituto di Valorizzazione dei Castelli, del Coordinamento degli Enti Locali per la Pace e dell'Associazione nazionale città dell'olio. Fa parte dell'Unione di Comuni Montana Lunigiana, che dal 2011 ha sostituito la vecchia Comunità Montana (soppressa dalla Regione Toscana il 31 dicembre 2011). Dal 2014 è uno dei 213 borghi italiani (uno dei 38 toscani, l'unico della Provincia di Massa e Carrara) premiati dal Touring Club Italiano con il prestigioso riconoscimento della Bandiera arancione, nonché uno dei 10 borghi toscani del "Buon Vivere" e uno dei 10 comuni che hanno rappresentato la Toscana all'Expo di Milano 2015.

### Qualità della vita
Fosdinovo è stato inserito nel 2014 nella lista dei 10 borghi toscani del "Buon Vivere". Nel 2010, il reddito medio del Comune di Fosdinovo era di 27627 € (in forte crescita sul 2009, quando era fermo a 21 771, seppur ancora molto lontano dal dato del 2001, quando era 49 241) mentre il tasso di disoccupazione registrava il 9,30.

## Cultura

### Istruzione

#### Biblioteche

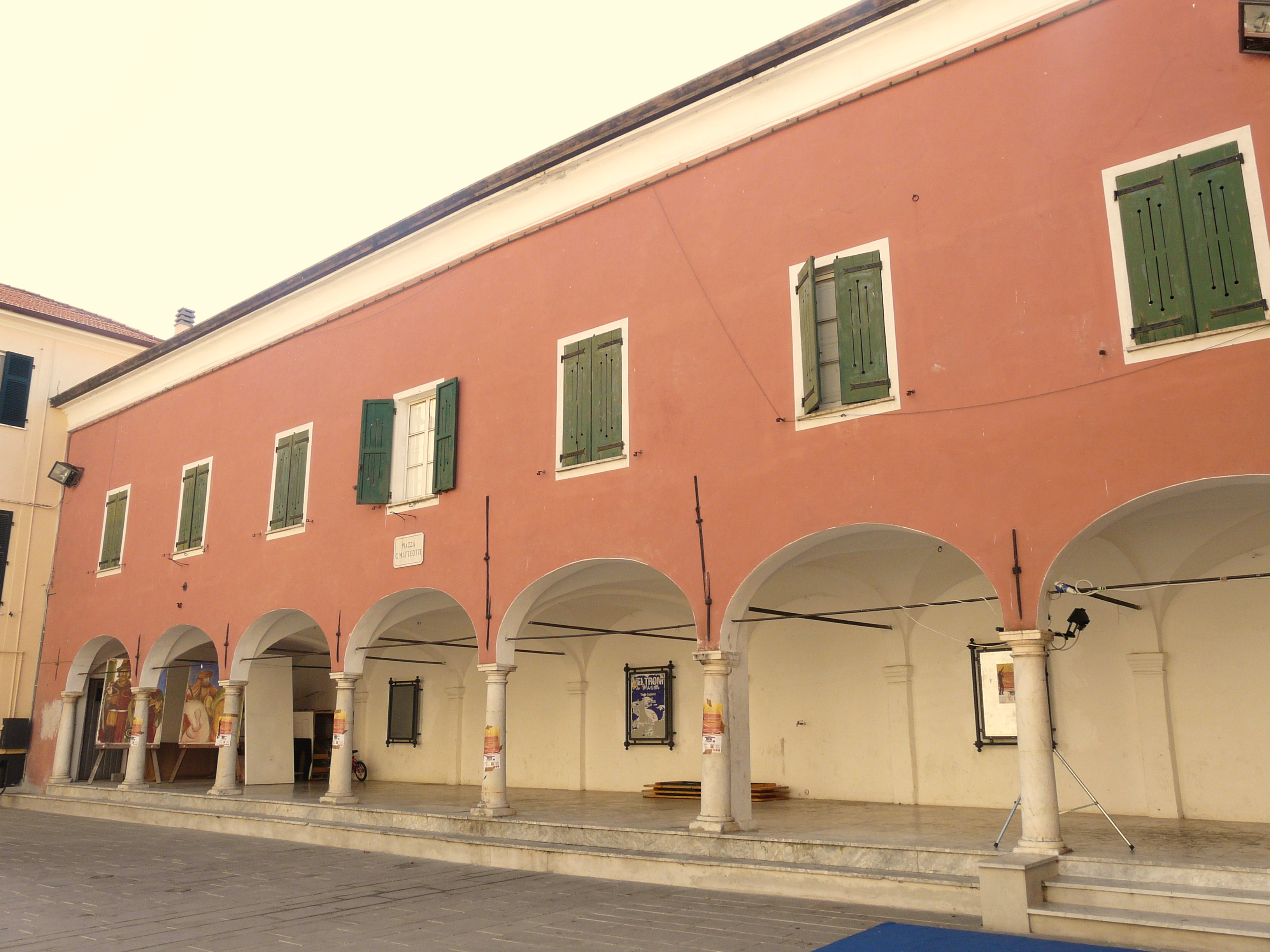
Biblioteca Civica "Dante Piccioli".

Fosdinovo presenta una biblioteca comunale che si affaccia su Piazza Matteotti, nel cuore del paese. Il nome ricorda il promotore del Comitato di Liberazione Nazionale di Fosdinovo, l'Ingegnere e Sindaco socialista nato a Fosdinovo Dante Piccioli e pertanto si chiama "Biblioteca Civica Dante Piccioli". Attualmente in restauro, presenta un patrimonio di circa 2500 volumi di ogni genere.

#### Scuole
Fosdinovo è sede dell'Istituto comprensivo scolastico statale Don Florindo Bonomi (1918-1944, viceparroco di Fosdinovo durante la Resistenza e membro fondatore del C.L.N. di Fosdinovo), consistente di materne, elementari e medie. Presenta un distaccamento a Caniparola consistente anch'esso di scuole materne, elementari e medie, ed un altro nella località dei Pilastri (dedicato alla memoria del comandante partigiano Giuseppe Casini), consistente però solo delle scuole materne e al momento inagibile.

#### Musei
Oltre al Castello Malaspina di Fosdinovo, che ospita al suo interno un museo, nel comune vi sono altri due musei: il Museo audiovisivo della Resistenza (MaR), sito in località Le Prate di Fosdinovo, e il Museo privato di Moto d'Epoca "Il Selvatico", sito poco sopra Caniparola, sulla strada che porta a Caprognano e Gignago.

### Arte
Nel Largo Vatteroni, in Via Papiriana, vi è una statua in marmo bianco di Carrara di Felice Vatteroni, rappresentante una figura femminile.

### Teatro
Fosdinovo ospita la compagnia teatrale del Teatrino Gira Girò, che ogni estate si esibisce all'aperto nel territorio comunale e nei comuni vicini proponendo commedie inedite in dialetto fosdinovese ambientate nel secolo scorso.

### Cucina

#### Vini
La vite cresce rigogliosa a Fosdinovo, nel versante del monte che dà sul mare. Insieme all'ulivo e ad altre piante proprie della macchia mediterranea.
- Vini bianchi fosdinovesi eccellenti sono: il Vermentino fosdinovese o Colli di Luni Bianco DOC (dal quale nasce un vino DOC di colore giallo paglierino, dall'odore intenso e fruttato, dal gusto secco e armonico, da abbinare ad antipasti e piatti di pesce), il Vino Bianco IGT Toscana (dal colore giallo, dal profumo fruttato e dal sapore intenso e armonico, a base di Albarola e Vermentino).
- Vini rossi fosdinovesi eccellenti sono: il Sangiovese, la Malvasia nera, il Ciliegiolo, il Cannaiolo, il Rosso Colli di Luni Rosso DOC (unione dei quattro vini appena citati, dal colore rosso rubino, dal profumo delicato, vinoso e dal sapore asciutto, da abbinare a salumi e carne rossa), il Vino Rosso IGT Toscana (formato dall'unione di Merlot, Sangiovese e Cabernet, dal profumo di bosco, dal sapore caldo e speziato, da abbinare a piatti di cacciagione) e la "Merla" (un biotipo di Cannaiolo con una piccola dose di Colorino).

Nel territorio comunale vi è anche la cosiddetta Via del vino, che nel versante meridionale si dilunga attraverso la maggior parte dei campi coltivati a vite.

#### Piatti tipici
- Testarolo (variante fosdinovese). I testaroli ("testaròi" in dialetto fosdinovese) fatti a Fosdinovo e nel suo comune si differenziano da quelli lunigianesi per le più piccole dimensioni (15–20 cm di diametro contro i 40 cm di quelli pontremolesi), la diversa preparazione (si prepara una pastella abbastanza fluida fatta di acqua, sale e farina che poi si versa su un testo in metallo o in terracotta scaldato; in pochi minuti e cotto e pronto per essere mangiato) e perché non vengono tagliati, conditi e serviti in un piatto, ma vengono farciti con olio d'oliva, pesto, pecorino grattugiato, sugo di funghi, salumi, stracchino o altro (anche cibi dolci come la crema di nocciola), arrotolati su se stessi e mangiati a mo' di panino. C'è una festa dedicata al testarolo il quarto weekend di luglio a Fosdinovo.
- Castagnaccio. I castagnacci ("castignà" in dialetto fosdinovese) sono uno dei tanti piatti tipicamente fosdinovesi dove è usata la farina di castagne, profumato con del rosmarino oppure amalgamato con pinoli e bucce d'arancio. Sono degustabili per esempio nella Festa delle Castagne che si tiene la terza domenica di ottobre.
- Pattone. Le pattone sono piatti preparati con la farina di castagne e acqua, cotti su foglie di castagno e serviti arrotolati con ricotta e/o crema di nocciole. Sono degustabili per esempio nella Festa delle Castagne che si tiene la terza domenica di ottobre.
- Ciano. I ciani sono piatti preparati con la farina di castagne e acqua o latte, cotti tra due testi in ferro e serviti arrotolati con ricotta e/o crema di nocciole.
- Torta Paradiso. Dolce tipicamente fosdinovese composto da crema, zucchero, limone grattugiato, fecola, chiare montate a neve. Si presta bene anche all'essere imbottito.
- Focaccia dolce natalizia. Dolce tipicamente preparato nel periodo natalizio dalle famiglie di Carignano e Pulica, ancora cotto nei forni a legna, ricco di uvetta e frutta secca, profumato al vino rosso.
- Piatto non tipico fosdinovese ma tipico di una sua frazione (Ponzanello) è la focaccetta, variante del panigaccio e della tigella, altri piatti tipicamente lunigianesi. Caratteristica della focaccetta è il fatto di essere preparata con testi fatti in pietra, che fanno penetrare il calore più in profondità all'interno dell'impasto. È degustabile, accompagnata ad affettati, formaggi, salse o creme di nocciola, a Ponzanello, nella festa di fine luglio che si tiene nel borgo e che viene chiamata Ponzanello Illuminà.

### Eventi
- Festa e Messa comunitaria e collegiale dell'Unità Pastorale di Fosdinovo (1º gennaio)
- Festa della Famiglia, Canepari (2 giugno)
- Festa patronale di San Remigio, Fosdinovo, 1º ottobre
- Festa Medievale di Fosdinovo, rievocazione storica[50], Fosdinovo (il primo weekend di luglio)
- Fino al Cuore della Rivolta, festival della Resistenza[51], Fosdinovo (dalla seconda parte di aprile fino al 1º maggio)
- Fino al Cuore della Rivolta, festival della Resistenza[51], Fosdinovo (dalla fine di luglio all'inizio di agosto)
- Rappresentazioni del Teatro itinerante Gira Girò (dalla fine di luglio alla fine di agosto, in tutte le frazioni del comune)
- eBookFest, evento dedicato all'editoria digitale[52], Fosdinovo
- Castello in Movimento, manifestazione culturale[53], Fosdinovo
- Rassegna del Vermentino, Fosdinovo
- Festa del Pomo Rodelo, Fosdinovo (seconda domenica di novembre)
- La Forza del Sorriso Festival, festival culturale[54], Fosdinovo (ultimo weekend di agosto)
- Concerto natalizio di fine anno, Fosdinovo (ultimo weekend di dicembre)

## Geografia antropica

### Urbanistica del centro storico
Fosdinovo presenta un impianto medievale, essendo un borgo a forma di scarpone circondato da mura su tutti i suoi lati con due Porte storiche (una a nord e una a sud, distrutta durante la seconda guerra mondiale) che ne consentono l'accesso, oltre ad altri ingressi secondari (Via Costa Fredda, la scala a lato dell'Oratorio dei Bianchi e la Piazza del Fosso, che comunicano direttamente con la strada provinciale). Nella seconda metà del XX secolo, sono stati creati il Parco della Torretta intorno alla torretta di vedetta esterna alla cerchia muraria, munito di campo da tennis e circolo sportivo, mentre nel primo decennio del XXI secolo è stata allargata il tratto di strada provinciale limitrofa a Via Costa Fredda per consentirne il parcheggio delle autovetture ed il transito di autocarri. Anche la scala a lato dell'Oratorio dei Bianchi, un tempo comunicante solo con orti privati, è stata prolungata fino alla strada provinciale, divenendo un nuovo ingresso al borgo, nel primo decennio del XXI secolo.

#### Patrimonio edilizio
Al 2011, nel territorio comunale vi sono 1 948 edifici, di cui 1 818 (il 93,33%) risultano utilizzati. Il 77,65% della popolazione residente vive in abitazioni di proprietà mentre il 12,48% vive in abitazioni in affitto. Una buona parte del patrimonio immobiliare del comune di Fosdinovo (530 edifici) è stata costruita prima del 1919. Periodi attivi dal punto di vista edilizio furono poi gli anni tra il 1919 ed il 1945 (di cui rimangono 275 edifici costruiti) ed il decennio dal 1972 al 1981, di cui rimangono 356 edifici costruiti. Dal 1991 al 2011 sono stati costruiti invece solo 71 edifici.

### Frazioni

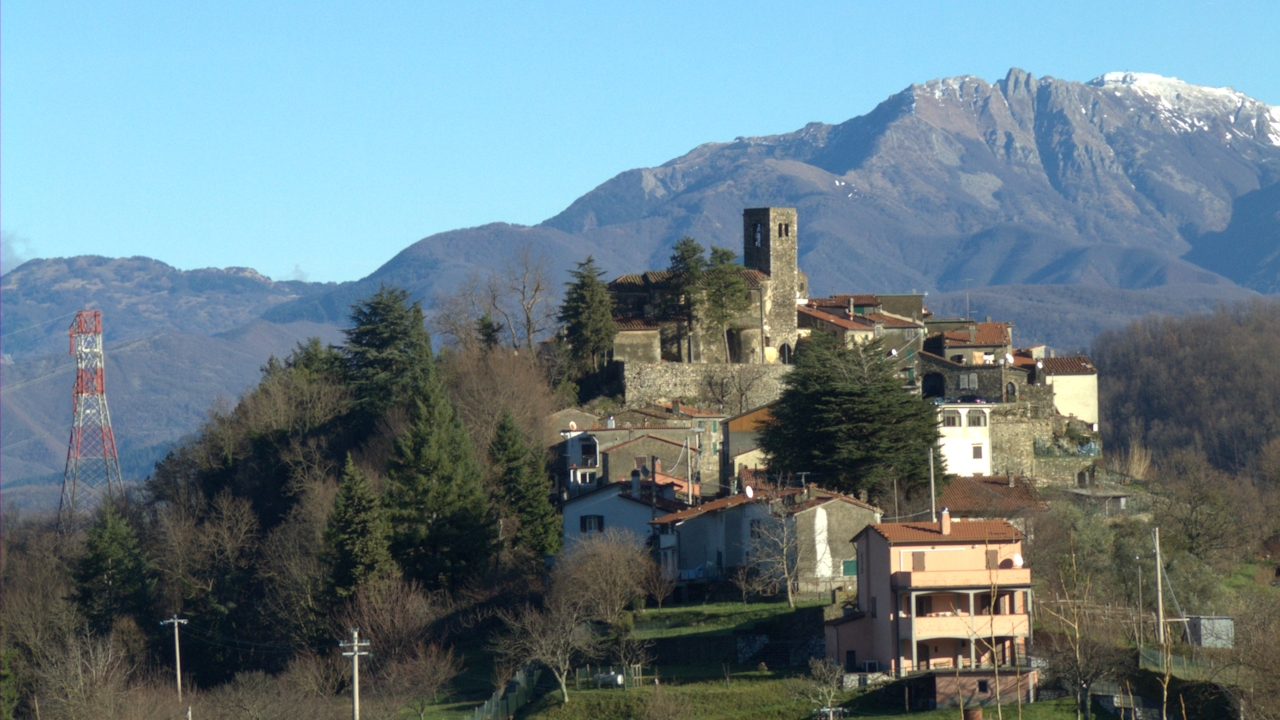
Borgo di Pulica, il più antico paese del Comune.

Le frazioni del comune di Fosdinovo possono essere divise in tre aree geografiche, che spesso riflettono caratteri storici comuni, in riferimento alla posizione del capoluogo: a nord-est vi sono Canepari, Carignano, Giucano e Ponzanello; a nord-ovest vi sono Marciaso, Posterla, Pulica e Tendola; a sud vi sono Caniparola, Caprognano, Gignago e Paghezzana.
Di queste, tutte ospitano almeno una chiesa (la maggior parte più di una). Giucano, Marciaso, Ponzanello, Pulica e Tendola sono anche borghi fortificati.

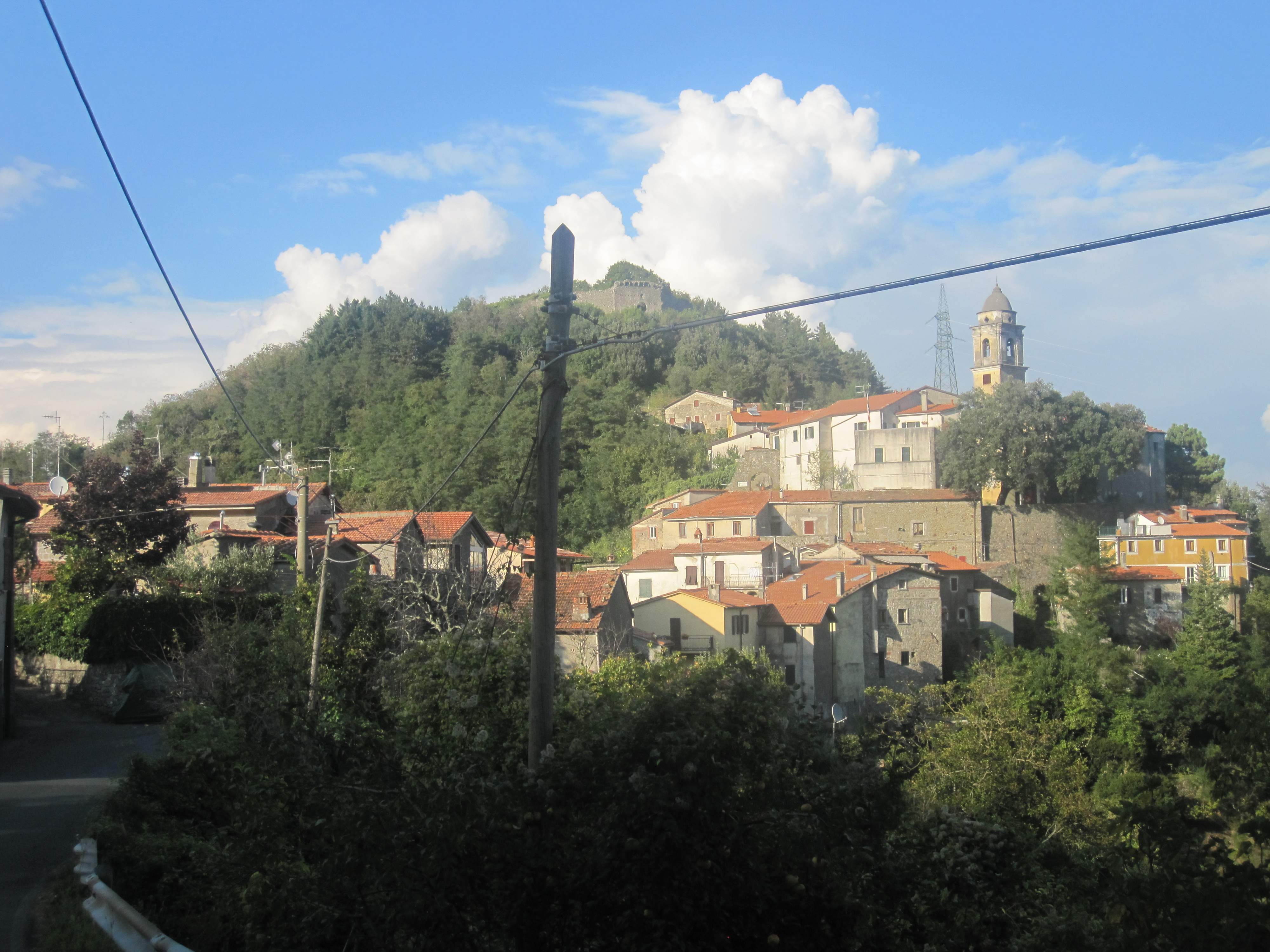
Ponzanello, frazione che nella sua sommità ospita i resti di un antico maniero.

#### Popolazione delle frazioni e dei centri del Comune di Fosdinovo
I seguenti dati fanno riferimento al 15º Censimento ISTAT della Popolazione e delle Abitazioni (2011):
| Frazione e altri centri                                   | abitanti |
| Canepari                                                  | 168      |
| Caniparola, Borghetto-melara, Porredo e Villaggio Bertani | 2 307    |
| Caprognano                                                | 106      |
| Carignano                                                 | 110      |
| Fosdinovo, Monte Carboli e Vercalda                       | 491      |
| Gignago                                                   | /        |
| Giucano e Gignola                                         | 119      |
| Marciaso                                                  | 136      |
| Pegazzana e Colletto                                      | 73       |
| Ponzanello e La Vagina                                    | 27       |
| Posterla                                                  | 37       |
| Pulica                                                    | 68       |
| Tendola                                                   | 202      |
| Case Sparse                                               | 1 105    |

Dai dati risulta che la frazione più popolata del Comune è Caniparola, la quale forma un unico agglomerato con le vicine frazioni di San Lazzaro (Sarzana) e Colombiera (Castelnuovo Magra). Inoltre risulta che il borgo più popolato è Fosdinovo e che la frazione di Gignago, non avendo un proprio seggio elettorale, non è statisticamente rilevabile.

## Economia
Nel 2005 Fosdinovo era il secondo comune più ricco della Provincia, dopo Pontremoli.

### Agricoltura
Nel territorio comunale sono presenti molti agriturismi e aziende agricole, tra cui alcune aziende biologiche.

#### Prodotti gastronomici
Fosdinovo presenta una serie di prodotti di ottima qualità, che affondano le loro radici nella tradizione agricola e contadina di questa terra.
- Olio extravergine di oliva delle colline fosdinovesi. L'ulivo cresce nel versante del monte che dà sul mare, insieme alla vite, e l'olio che se ne ricava è l'unico della Provincia a vantare un percorso completo di tracciabilità; rientra nell'olio DOP Toscana, ma si differenzia da questo per la maggior delicatezza, mentre rispetto all'olio ligure è più dolce. Varietà di olive coltivate sono: Razzola, Frantoio, Leccino, Moraiolo e Lantesca. Il comune di Fosdinovo è quello che, insieme a Montignoso, Fivizzano e Licciana Nardi, presenta il maggior numero di ettari con ulivi nella Provincia di Massa e Carrara.[58]
- Miele DOP della Lunigiana. I mieli qui prodotti di acacia e castagno sono gli unici DOP di tutta Italia. Zone di produzione di questo pregiato miele sono la località Fralateppia vicino a Ponzanello, la campagna di Canepari, la località Fabiano vicino a Giucano e la località Brasino a metà strada tra Fosdinovo e Caniparola.
- Pomo Rodelo o mela rotella (tipologia di mela autoctona). Si può trovare ancora allo stato selvatico nei campi di Pulica. I contadini della zona cercano di preservarlo con tecniche di innesti affinché non si estingua, data l'ormai scarso numero.
- Marmellate di frutta tipica della zona. Marmellate tipiche del posto sono quelle di: pere Burò o Bureau, pere Coscia, mele rotelle, mele Maggesi, castagne carpanesi, fichi, susina bianca di Fosdinovo, susine di S. Giovanni, susine selvatiche, arance amare, prugne, pesche selvatiche, lamponi, mirtilli, more, rosa canina e sambuca.
- Funghi. Il fungo fosdinovese per eccellenza è il porcino, il re dei boschi di Fosdinovo, tanto che in dialetto fosdinovese i porcini vengono semplicemente chiamati "fungi", cioè "funghi". In particolare il porcino di Fosdinovo è un porcino di castagno, visto che nasce nei boschi di tale piante. Può essere servito crudo, fritto, al forno, sottolio, ecc. e può essere mangiato nella pasta realizzando un sugo di funghi porcini, sopra una fetta di carne, con la polenta, con le patate, sopra la pizza o come piatto unico. L'autunno fosdinovese però offre anche altre varietà di funghi, tra cui i galletti, di cui ottimo è il sugo, o i superbi ovoli, ormai sempre più rari.
- Castagne. Crescono nei castagni presenti nel versante del monte che dà sull'entroterra e vengono mangiate cotte al fuoco ("mondine"), bollite ("balucci"), sbucciate e lessate nel latte ("borgadei"), secche (un tempo essiccate nei tanti cannicci allora presenti (in dialetto fosdinovese "canicci"), ed ormai ridotti ad uno solo, sito a Posterla), oppure vengono usate per fare la farina di castagne con cui vengono elaborati molti piatti tipici (castagnacci o castignà, tagliatelle di farina di castagne e grano ("tagliatelle bastarde"), le pattone, cotte sulle foglie di castagno, e i ciani, cotti tra due testi in ferro). Con le castagne si può anche fare una marmellata dal gusto insolito e affatto banale, altro tipico prodotto fosdinovese. Le castagne e i loro derivati sono onorati con una festa dedicata esclusivamente a loro che si tiene nella terza domenica di ottobre a Fosdinovo.

#### Allevamento
Nel comune vi sono due allevamenti ovini (uno con sede nella località di Gignola, tra Fosdinovo e Giucano, l'altro con sede sopra Ponzanello), tre equini (due con sede nella località delle Prade, tra Fosdinovo e Canepari, ed uno con sede nella località del Cucco, tra Fosdinovo ed Tendola) ed infine uno caprino (con sede nella località della Prade).

### Turismo
Fosdinovo presenta una naturale vocazione turistica, legata soprattutto alla sua interessante e peculiare storia di Marchesato indipendente, al suo Castello e al suo complesso artistico sito all'interno delle Chiese e del Castello stesso. Presenta anche un turismo di tipo naturale ed escursionistico, dovuto ai suoi molti sentieri immersi nella natura e al suo panorama che guarda sia il Golfo della Spezia, sia le Alpi Apuane.

## Infrastrutture e trasporti

### Strade
A sud del territorio comunale passa un lembo della via Aurelia, la quale marca in questo tratto il confine tra le frazioni di Caniparola e San Lazzaro, quindi tra i comuni di Fosdinovo e Sarzana, nonché tra le province di Massa-Carrara e della Spezia e tra le regioni Toscana e Liguria.
Fosdinovo è raggiungibile tramite la S.P. 72 (ex-strada statale 446 di Fosdinovo), diramazione al km 396 della via Aurelia presso Caniparola-San Lazzaro. Nella prima parte, ossia nel rettilineo che collega il ponte sul torrente Isolone (località San Lazzaro) al centro di Caniparola, tale strada prende il nome di Viale Malaspina.
Fosdinovo è pure raggiungibile da Carrara tramite la S.P. 73 (ex-strada statale 446 di Fosdinovo) e da Aulla tramite la strada provinciale del Cerreto, svoltando poi per Ponzanello. Un'ulteriore possibilità per arrivare a Fosdinovo è quella di penetrarvi da nord tramite la strada dei Carpinelli.
Nel complessivo, le strade provinciali che attraversano e collegano il territorio comunale sono:
- S.P. 9: Innesto con la S.P. n. 72 alla Foce del Cucco - Canepari - Innesto con la S.P. n. 56 a Carignano
- S.P. 10: Innesto con la S.R. n. 445 a Gragnola - Pian del Molino - Monzone - Tenerano - Marciaso - Innesto con la S.P. n. 73 a Castelpoggio
- S.P. 56 di Giucano: Innesto con la S.P. n. 72 a Fosdinovo - Giucano - Carignano
- S.P. 57: Innesto con la S.P. n. 9 a Canepari - Ponzanello - Pomarino
- S.P. 72 (ex-strada statale 446 di Fosdinovo) Innesto con la via Aurelia a Borghetto/San Lazzaro di Sarzana - Caniparola - Fosdinovo - Tendola - San Terenzo Monti - Ceresano - Innesto con la S.S. n. 63 a Soliera
- S.P. 73 (ex-strada statale 446 di Fosdinovo): Massa - Carrara - Gragnana - Castelpoggio - Caprognano - Innesto con la S.P. n. 72 a Fosdinovo

Fosdinovo dista 3 km dal centro di Sarzana e 8 km da quello di Avenza, e dai rispettivi caselli autostradali, dai quali è quindi possibile raggiungere il comune.

### Mobilità urbana
Per il trasporto pubblico locale su strada Fosdinovo fu servito dal 1º gennaio 1969 al 31 agosto 2009 dall'azienda CAT (Consorzio Apuano Trasporti) S.p.A., che nello stesso periodo ha gestito il trasporto pubblico locale su strada nell'intera Provincia di Massa e Carrara. Il 1º settembre 2009 la gestione è passata in mano all'azienda ATN (Autolinee Toscana Nord) srl, società controllata da CAT S.p.A, per poi ricambiare nuovamente e andare in mano all'azienda CTT Nord (Compagnia Toscana Trasporti Nord) dal 1º Febbraio 2015. Essa gestisce sia trasporti urbani che quelli extraurbani che collegano Fosdinovo alle altre città e agli altri paesi della Lunigiana (in particolare a Fivizzano e alle sue frazioni) e a Sarzana, da cui poi si può giungere a Carrara e Massa, a Marinella di Sarzana o a La Spezia.

## Amministrazione

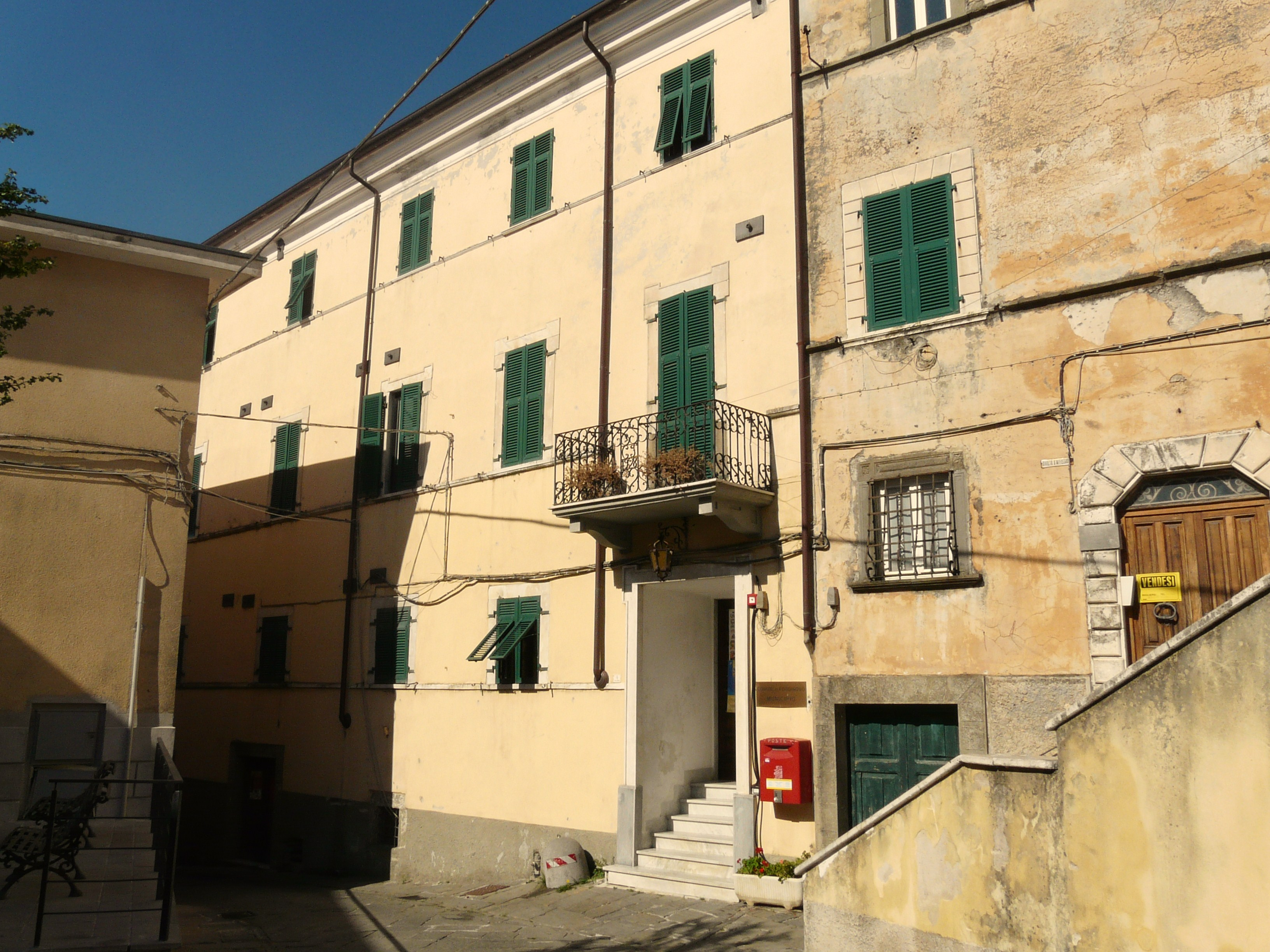
Casa del Comune di Fosdinovo in Via Roma 4

Di seguito è presentata una tabella relativa alle amministrazioni che si sono succedute in questo comune.
| Periodo          | Periodo          | Primo cittadino         | Partito                                            | Carica  | Note   |
| ---------------- | ---------------- | ----------------------- | -------------------------------------------------- | ------- | ------ |
| 23 giugno 1985   | 30 giugno 1990   | Carlo Mariani           | Partito Socialista Italiano                        | Sindaco | [ 60 ] |
| 30 giugno 1990   | 15 novembre 1993 | Ermanno Di Casale       | Partito Socialista Italiano                        | Sindaco | [ 60 ] |
| 27 novembre 1993 | 24 aprile 1995   | Maurizio Stefano Tusini | Partito Democratico della Sinistra                 | Sindaco | [ 60 ] |
| 24 aprile 1995   | 14 giugno 1999   | Maurizio Stefano Tusini | centro-sinistra (liste civiche)                    | Sindaco | [ 60 ] |
| 14 giugno 1999   | 14 giugno 2004   | Dino Bologna            | centro-sinistra (liste civiche)                    | Sindaco | [ 60 ] |
| 15 giugno 2004   | 8 giugno 2009    | Dino Bologna            | Democratici di Sinistra                            | Sindaco | [ 60 ] |
| 8 giugno 2009    | 26 maggio 2014   | Massimo Dadà            | centro-sinistra (liste civiche)                    | Sindaco | [ 60 ] |
| 26 maggio 2014   | 27 maggio 2019   | Camilla Bianchi         | centro-sinistra (lista civica) Uniti per Fosdinovo | Sindaco | [ 60 ] |
| 27 maggio 2019   | in carica        | Camilla Bianchi         | centro-sinistra (lista civica) Uniti per Fosdinovo | Sindaco | [ 60 ] |

### Gemellaggi
- Pays de Sauxillanges, dal 2003

### Altre informazioni amministrative e territoriali
Fino al 12 giugno 1919 la superficie del comune di Fosdinovo occupava 52,41 km².
Il 12 giugno 1919, il D. L. N. 1137 sancisce il distacco della frazione di Viano dal comune di Fosdinovo e la relativa aggregazione al comune di Fivizzano. L'inizio della validità di tale atto fu fissata per il 27 giugno 1919. Superficie e popolazione cedute in tale frangente non sono documentate.
Nell'ottobre del 1982 la regione Toscana indìsse un referendum fra le popolazioni di Gragnola e Cortilia, che chiedevano di passare da Fosdinovo al comune di Fivizzano. Così, il 17 aprile 1983 si tenne il referendum per il passaggio delle frazioni di Gragnola, Cortilia, Regeto e Traggiara dal comune di Fosdinovo a quello di Fivizzano. Elevata l'affluenza alle urne (86,60 % dei votanti). I "sì" furono 451, pari al 79,4%, mentre i "no" solo 118, pari al 20,6%. Le schede bianche 4 e le nulle 6. Con la L. R. N. 50, si sancì così il distacco delle frazioni di Gragnola e Cortila dal comune di Fosdinovo e la loro relativa aggregazione al comune di Fivizzano, di cui, fino a quel momento, erano exclavi. Il territorio del comune di Fosdinovo passò così da 52,41 km² agli attuali 48,71 km². Con una popolazione (all'epoca) di 847 abitanti (Gragnola rappresentava il centro abitato più rilevante del comune, dopo il solo capoluogo), tale cessione ebbe grandi ripercussioni sulla demografia dei due comuni e attenuò sia il costante calo demografico del comune di Fivizzano che l'importante crescita demografica iniziata negli anni settanta del comune di Fosdinovo per il decennio degli anni ottanta.

## Sport

### Calcio
La principale squadra di calcio della città è l'A.S.D.F. Fosdinovo che milita nel girone A di 3ª Categoria di Massa-Carrara. I colori sociali sono il rosso ed il bianco. Nella sua storia, ha partecipato anche ai campionati di prima, seconda e terza categoria della Provincia di Massa e Carrara e di La Spezia. La sede si trova nel Campo Sportivo di Via Borghetto a Caniparola, mentre lo stadio di casa, il Comunale di Fosdinovo, in Via Gignola. L'attuale presidente è Matteo Baldoni
Nell'estate 2016 è stata fondata la squadra Fosdilotti FC, caratterizzata dall'avere giocatori quasi esclusivamente residenti nel comune di Fosdinovo.
Tra la fine degli anni Settanta alla prima metà degli anni Novanta, Fosdinovo ospitò i ritiri di numerose e blasonate società calcistiche come il Cagliari di Gigi Riva, la Fiorentina di Giancarlo Antognoni, l'Inter, la Lucchese e altre squadre minori.

### Pallavolo
A Fosdinovo è presente una squadra femminile di pallavolo, che si allena presso la palestra di Caniparola, che non ha sede nel Comune di Fosdinovo bensì di Luni (ex Ortonovo): la Cpo Ortonovo che milita nel campionato regionale ligure di Serie C

### Ciclismo
- Giro d'Italia 1937. Il Giro d'Italia 1937 fu il primo ad attraversare il Comune di Fosdinovo, scoprendo l'irta salita di 6,2 km che porta da Caniparola a Fosdinovo (pendenza media del 7%, con punte del 10%), durante la 4ª tappa tenutasi l'11 maggio, che si articolava tra Genova e Viareggio. La tappa fu vinta dal ciclista italiano Olimpio Bizzi, mentre il primo in vetta dopo la salita era Enrico Mollo, che arrivò poi terzo nella tappa.[64]
- Giro d'Italia 2010. Il Giro d'Italia 2010 è transitato nel Comune di Fosdinovo, passando per il Passo del Cucco (520 m s.l.m.), durante la 6ª tappa tenutasi il 14 maggio, che si articolava tra Fidenza e Carrara. La tappa fu vinta dal ciclista australiano Matthew Lloyd.[65]

### Altro
Fosdinovo ospita il primo Parco Avventura realizzato in Toscana, risalente al 2000.

### Impianti sportivi
- Stadio di calcio a 11 di Fosdinovo, dove l'A.S.D.F. Fosdinovo gioca le sue partite in casa
- Stadio di calcio a 11 "Mulattieri" di Caniparola
- Stadio di calcio a 5 di Canepari
- Palestra comunale di Caniparola
- Polivalente di Fosdinovo